# Molen D / Oosterdel
Molen D in Broek op Langedijk is een van de poldermolens van de polder Geestmerambacht, die samen met 10 andere molens afdeling D van de polder bemaalde op de Raaksmaatsboezem.
De voorganger van deze molen stond aan het zuideinde van Broek op Langedijk en brandde in 1867 af. Omdat de biotoop van de molen al was verslechterd werd besloten hem niet op dezelfde plaats maar aan de noordzijde van Broek op Langedijk te herbouwen. Wegens bepalingen van de brandverzekering moest de molen wel in dezelfde plaats herbouwd worden.
De molen werd in 1913 tijdelijk stilgezet om alleen nog met hoog water ingezet te worden. Door de Eerste Wereldoorlog is de molen in 1914 echter weer in gebruik genomen. In 1924 is de molen buiten gebruik genomen op proef, hetgeen in 1926 definitief gemaakt is. De molen is sloop bespaard gebleven en heeft in en vlak na de Tweede Wereldoorlog nog gemalen. Na een restauratie in 1974/5 draait en maalt de molen weer regelmatig.
Deze bewoonde molen is niet te bezoeken.
Strijkmolens:
Strijkmolen B ·
Strijkmolen C ·
Strijkmolen D ·
Strijkmolen E ·
Ambachtsmolen ·
Strijkmolen I ·
Strijkmolen K ·
Strijkmolen L

Poldermolens:
Bosmolen ·
Hargermolen ·
Groetermolen ·
De Grebmolen ·
Slootgaardmolen ·
Poldermolen Waarland ·
Molen D / Oosterdel ·
Molen A ·
Sluismolen ·
Damlandermolen ·
Philisteinse Molen ·
Wimmenumer Molen ·
Geestmolen ·
Robonsbosmolen ·
De Viaan ·
De Eendracht

Korenmolens:
De Groot ·
Kijkduin (Schoorl) ·
't Roode Hert -
De Gouden Engel -
De Otter (Oterleek)

Molenstichting Alkmaar